# Казар, Петер
Петер Казар (словац. Peter Kazár; род. 29 марта 1989, Брезно, Среднесловацкий край) — словацкий биатлонист.

## Карьера
Входит в состав сборной Словакии по биатлону. Участник двух чемпионатов Европы. Выступал на первенствах мира по летнему биатлону. Чемпион Словакии по биатлону.
Младший брат биатлониста Матея Казара.
Завершил карьеру биатлониста.